# 스테인하우스-모서 표기법
수학에서 스테인하우스-모서 표기법(영어: Steinhaus–Moser notation)은 특정한 매우 큰 수를 표현하는 표기법으로, 스테인하우스의 다각형 표기법의 확장판이다.

## 정의
삼각형 안에 n을 쓴 수는 nn을 의미한다.
 사각형 안에 n을 쓴 수는 "중첩된 삼각형 n개 안에 n을 쓴 수"와 같다.
 오각형 안에 n을 쓴 수는 "중첩된 사각형 n개 안에 n을 쓴 수"와 같다.
etc.: (m + 1)각형 안에 n을 쓴 수는 "중첩된 m각형 n개 안에 n을 쓴 수"와 같다. 다각형이 여러 개 중첩되어 있을 때, associated inward이다. 삼각형 두 개 안에 n을 쓴 것은 삼각형 안에 nn을 쓴 것과 같고, nn의 nn제곱과 같다.
스테인하우스는 삼각형, 사각형, 그리고 위에서 정의한 오각형과 동일한 원 만을 정의했다.

## 특수값
스테인하우스는 다음을 정의했다:
- mega는 원 안에 2를 쓴 수이다: ②
- megiston은 원 안에 10을 쓴 수이다: ⑩

모서 수(영어: Moser's number)는 "megagon 안에 2를 쓴 수"를 나타내고, megagon은 "mega"각형을 의미하며, 백만각형(영어: megagon)과 혼동해서는 안된다.
다른 표기법:
- 함수 square(x)와 triangle(x)를 사용한다
- M(n, m, p)를 중첩된 p각형 m개 안에 n을 쓴 수를 의미한다. 즉, 규칙은 다음과 같다:
  - {\displaystyle M(n,1,3)=n^{n}}
  - {\displaystyle M(n,1,p+1)=M(n,n,p)}
  - {\displaystyle M(n,m+1,p)=M(M(n,1,p),m,p)}
- 그리고
  - mega = {\displaystyle M(2,1,5)}
  - megiston = {\displaystyle M(10,1,5)}
  - moser = {\displaystyle M(2,1,M(2,1,5))}

## Mega
mega (②)는 다음을 보면 알 수 있듯이 그 자체로도 매우 큰 수이다: ② =
square(square(2)) = square(triangle(triangle(2))) =
square(triangle(22)) = 
square(triangle(4)) =
square(44) =
square(256) =
triangle(triangle(triangle(...triangle(256)...)))  [256 triangles] =
triangle(triangle(triangle(...triangle(256256)...)))  [255 triangles] ~
triangle(triangle(triangle(...triangle(3.2 × 10616)...)))  [254 triangles] =
...
다른 표기법을 사용하면:
mega = M(2,1,5) = M(256,256,3)
함수 {\displaystyle f(x)=x^{x}}를 사용하면 mega = {\displaystyle f^{256}(256)=f^{258}(2)}이고, 이 때 지수는 대수적인 거듭제곱이 아닌 함수의 거듭제곱을 의미한다.
우리는 다음을 알고 있다(거듭제곱이 오른쪽에서 왼쪽으로 계산하는 관습을 주목하라):
- M(256,2,3) = {\displaystyle (256^{\,\!256})^{256^{256}}=256^{256^{257}}}
- M(256,3,3) = {\displaystyle (256^{\,\!256^{257}})^{256^{256^{257}}}=256^{256^{257}\times 256^{256^{257}}}=256^{256^{257+256^{257}}}}≈{\displaystyle 256^{\,\!256^{256^{257}}}}

유사하게:
- M(256,4,3) ≈ {\displaystyle {\,\!256^{256^{256^{256^{257}}}}}}
- M(256,5,3) ≈ {\displaystyle {\,\!256^{256^{256^{256^{256^{257}}}}}}}

etc.
따라서:
- mega = {\displaystyle M(256,256,3)\approx (256\uparrow )^{256}257}이고, 이 때 {\displaystyle (256\uparrow )^{256}}는 함수 {\displaystyle f(n)=256^{n}}의 함수 거듭제곱을 의미한다.

더 근사하면 (끝의 257을 256으로 바꾸면), 커누스 윗화살표 표기법으로 mega ≈ {\displaystyle 256\uparrow \uparrow 257}을 얻을 수 있다.
처음 몇 단계 이후 {\displaystyle n^{n}}의 값은 근사적으로 {\displaystyle 256^{n}}과 같아진다. 사실은 {\displaystyle 10^{n}}과도 같아진다 (매우 큰 수에 대한 근사적 산술을 보라). 십진법을 사용하면 다음을 얻을 수 있다:
- {\displaystyle M(256,1,3)\approx 3.23\times 10^{616}}
- {\displaystyle M(256,2,3)\approx 10^{\,\!1.99\times 10^{619}}} ({\displaystyle \log _{10}616}을 616에 더한 값이다)
- {\displaystyle M(256,3,3)\approx 10^{\,\!10^{1.99\times 10^{619}}}} ({\displaystyle 619}가 {\displaystyle 1.99\times 10^{619}}에 더해졌지만 무시할 수 있기 때문에 단순히 아래에 10이 더 생겼다)
- {\displaystyle M(256,4,3)\approx 10^{\,\!10^{10^{1.99\times 10^{619}}}}}

...
- mega = {\displaystyle M(256,256,3)\approx (10\uparrow )^{255}1.99\times 10^{619}}, 이 때 {\displaystyle (10\uparrow )^{255}}는 함수 {\displaystyle f(n)=10^{n}}의 함수적 거듭제곱을 의미한다. 따라서 {\displaystyle 10\uparrow \uparrow 257<{\text{mega}}<10\uparrow \uparrow 258}이다.

## 모서 수
모서 수는 그 크기가 콘웨이 연쇄 화살표 표기법으로 증명되었다.
{\displaystyle \mathrm {moser} <3\rightarrow 3\rightarrow 4\rightarrow 2}
그리고 커누스 윗화살표 표기법으로도 증명되었다.
{\displaystyle \mathrm {moser} <f^{3}(4)=f(f(f(4))),{\text{ where }}f(n)=3\uparrow ^{n}3}
따라서 모서 수는 이해하기 어려울 정도로 크지만 그레이엄 수에 비해서는 없는 것이나 마찬가지로 작다:
{\displaystyle \mathrm {moser} \ll 3\rightarrow 3\rightarrow 64\rightarrow 2<f^{64}(4)={\text{Graham's number}}.}

## 같이 보기
- 아커만 함수